# Jiamao jezik
Jiamao jezik (ISO 639-3: jio; kamau, tai), jezik istoimene etničke skupine koji se govori blizu planine Wuzhi na jugu Hainana u Kini. Veoma se razlikuje od dijalekata jezika hlai s kojim se klasificira jezičnoj skupini hlai, porodici tajskih jezika. Ima oko 52 300 govornika (1987 Wurm et al.). Etničku grupu Jiamao Kina vodi kao dio nacionalnosti Li.

## Vanjske poveznice
- Ethnologue (14th)
- Ethnologue (15th)